# Foulque ardoisée
Fulica ardesiaca
Espèce
Statut de conservation UICN

 LC  : Préoccupation mineure
La Foulque ardoisée (Fulica ardesiaca) est une espèce d'oiseaux de la famille des Rallidae.

## Liste des sous-espèces
D'après le Congrès ornithologique international, cette espèce est constituée des deux sous-espèces suivantes :
- Fulica ardesiaca atrura Fjeldså, 1983 : Andes du sud de la Colombie à l'ouest du Pérou ;
- Fulica ardesiaca ardesiaca Tschudi, 1843 : Altiplano.